# Чербаєв Віктор Іванович
Віктор Іванович Чербаєв (21 квітня 1930, місто Одеса, тепер Одеської області — 20 жовтня 2015, місто Одеса) — український радянський діяч, новатор виробництва, бригадир токарів Одеського виробничого об'єднання важкого кранобудування імені Січневого повстання. Герой Соціалістичної Праці (20.04.1971). Кандидат у члени ЦК КПУ в 1976—1981 р. Член ЦК КПУ в 1981—1990 р.

## Біографія
Народився в родині військовослужбовця, який після демобілізації працював на заводі імені Січневого повстання в місті Одесі. З 1938 року вчився в школі № 18 міста Одеси. У 1941 році залишився без батька, який загинув під час виконання службових обов'язків у Бессарабії. У 1941—1944 роках мешкав в окупованій румунами Одесі.
Після отримання 4-х класів освіти, в 1944 році, поступив в Одеське ремісниче училище № 2. Під час навчання брав участь у відновленні міста і заводу. У 1946 році, здобувши спеціальність токаря, почав працювати на Одеському заводі імені Січневого повстання.
У 1950 році був призваний в Радянську армію. Закінчив полкову школу, отримав звання молодшого сержанта. Служив в Білоруському військовому окрузі у місті Гродно, де проходив службу на батареї 57-мм протитанкових гармат.
Після звільнення в запас у 1953 році повернувся на Одеський завод імені Січневого повстання. Очолив бригаду токарів з 12 осіб, яка працювала у дві зміни на шести верстатах на єдиний наряд. Бригадою було освоєно виробництво кранів вантажопідйомністю 25, 40, 65 і 100 тонн.
Одночасно навчався у Одеській вечірній школі, яку закінчив в 1959 році. У той же час був капітаном заводської футбольної команди.
Член КПРС з 1959 року.
У 1971 році за великі заслуги в розвитку будівельного, дорожнього і комунального машинобудування, за значне підвищення продуктивності праці, перевиконання норм та заощадження матеріалів і електроенергії Чербаєву Віктору Івановичу було присвоєно звання Героя Соціалістичної Праці. Обирався членом профкому заводу, головою ради ветеранів Одеського виробничого об'єднання важкого кранобудування імені Січневого повстання.
З 1990-х років — на пенсії у місті Одесі.

## Нагороди
- Герой Соціалістичної Праці (20.04.1971)
- орден Леніна (20.04.1971)
- орден «Знак Пошани» (1963)
- медалі
- почесний громадянин міста Одеси (6.04.1984)